# 青嶋誠
青嶋 誠（あおしま まこと）は、日本の数理統計学者。筑波大学数理物質系数学域教授。

## 主な略歴
- 1986年 東京理科大学理学部応用数学科卒業
- 1992年 東京理科大学大学院理学研究科博士課程数学専攻修了、博士（理学）
- 1992年 東京理科大学助手
- 1994年 東京学芸大学助教授
- 1999年 筑波大学助教授
- 2007年 筑波大学教授

## 委員歴
- 2025年　統計関連学会連合    理事長（ - 現在）
- 2025年　日本統計学会    理事長（ - 現在）
- 2025年　日本数学会    ICM2030招致委員会委員（ - 現在）
- 2025年　異分野異業種研究交流会    運営委員会委員（ - 現在）
- 2024年　統計数理研究所    運営会議 (副会長), 人事委員会委員（ - 現在）
- 2023年　日本学術会議    連携会員 数理統計学分科会 (委員長), 数学分科会 数理科学委員会（ - 現在）
- 2023年　京都大学数理解析研究所   運営委員会委員 専門委員会委員（ - 現在）
- 2023年　International Workshop in Sequential Methodologies Advisory Committee（ - 2024年）
- 2022年　Japanese Journal of Statistics and Data Science (JJSD)　Advisory Board（ - 現在）
- 2021年　National Tsing Hua University, Taiwan R.O.C. Reviewer for the Chair Professorship
- 2020年　日本学術会議    連携会員 数理統計学分科会 (幹事), 数学分科会（ - 2023年）
- 2020年　Statistica Sinica    Associate Editor（ - 現在）
- 2020年　国立研究開発法人科学技術振興機構 (JST) 創発的研究支援事業 外部専門家
- 2019年　Journal of Multivariate Analysis (JMVA)  Associate Editor（ - 現在）
- 2018年　Journal of the American Statistical Association (JASA) -Theory and Methods　Associate Editor（ - 2020年）
- 2017年　Japanese Journal of Statistics and Data Science (JJSD)　Editor in Chief（ - 2022年）
- 2017年　日本統計学会欧文誌  編集委員長
- 2017年　文部科学省委託事業「数学アドバンストイノベーションプラットフォーム」　拠点代表（ - 現在）
- 2018年　日本学術振興会 科学研究費委員会専門委員 (幹事)
- 2018年　International Conference on Econometrics and Statistics  Scientific Committee（ - 現在）
- 2015年　Institute of Mathematical Statistics 環太平洋地域会議  Scientific Committee（ - 現在）
- 2015年　日本学術振興会  科学研究費委員会専門委員
- 2011年　日本統計学会和文誌  編集委員長
- 2011年　日本学術振興会  科学研究費委員会専門委員
- 2009年　Institute of Mathematical Statistics 環太平洋地域会議  Local Organizing Committee
- 2008年　Journal of the Japan Statistical Society  Associate Editor
- 2008年　Tsukuba Journal of Mathematics  Associate Editor
- 2007年　Communications in Statistics -Theory & Methods  Guest Editor
- 2006年　International Workshop in Sequential Methodologies  Scientific Committee
- 2006年　Statistical Methodology  Associate Editor
- 2005年　Mathematical Reviews  Reviewer（ - 現在）
- 2004年　International Statistical Institute  Elected Member（ - 現在）
- 2003年　Sequential Analysis  Associate Editor（ - 現在）
- 2000年　日本統計学会  理事, 代議員, 評議員, 統計教育委員会委員（ - 現在）
- 1998年　Institute of Mathematical Statistics  IMS Bulletin Associate Editor
- 1997年　日本数学会  統計関係運営委員, 評議員, 受賞候補推薦委員, 解析学賞委員会委員

## 主な所属学会
- International Statistical Institute
- Institute of Mathematical Statistics
- 日本統計学会
- 日本数学会など

## 主な受賞
- 2022年　Best Faculty Member Award (Research)
- 2020年　科学技術分野の文部科学大臣表彰 科学技術賞（研究部門）
- 2019年　Abraham Wald Prize
- 2019年　東京理科大学物理学園賞
- 2018年　Best Faculty Member Award (Research)
- 2017年　平成29年度科研費審査委員表彰
- 2017年　日本統計学会賞
- 2013年　平成25年度科研費審査委員表彰
- 2013年　Best Faculty Member Award (Research)
- 2012年　日本統計学会研究業績賞
- 2012年　Abraham Wald Prize
- 1999年　統計学研究奨励小川基金会賞

## 著書
- 高次元の統計学　共立出版、2019年
- 電子情報通信基礎、2010年
- 数理情報科学事典　朝倉書店、1995年